# Lubbäckflon
Lubbäckflon är ett naturreservat i Strömsunds kommun i Jämtlands län.
Området är naturskyddat sedan 2016 och är 178 hektar stort. Reservatet består av rikkärrsområden kantade av barrskogsområden med främst gran och sumpskog.